# 森本進
森本 進（もりもと すすむ、1958年5月30日 - ）は、日本の元アマチュア野球選手、野球指導者である。ポジションは内野手。

## 来歴
三重県度会郡度会町出身・在住。宇治山田商業高校3年生の時に、1976年夏の全国高校野球の三重大会に遊撃手として出場したが、準決勝で三重高校に敗退し、甲子園への出場は実現しなかった。高校同期に捕手の山本穰がいた。俊足の超大型内野手として注目され、同年のドラフト会議で阪急ブレーブスから2位指名されたが入団を拒否し、東都大学野球リーグの駒澤大学に進学する。
駒澤大学では同じポジションに石毛宏典や広瀬哲朗らがいたために出番が少なく、4年生の時に外野手にコンバートされて中堅手や右翼手として出場した。
大学卒業後には名古屋鉄道管理局（後の国鉄名古屋）に入社。同社の硬式野球部に所属し、都市対抗野球大会や社会人野球日本選手権大会にも出場した。
1990年にJR東海を退職して帰郷した後は地元の建設会社に勤務するかたわら、2008年から皇學館大学硬式野球部の監督を務めている。2014年にはチームの春季三重県リーグ初制覇を、2015年には全日本大学野球選手権大会への初出場を、そして2018年の東海地区大学野球秋季選手権大会ではチームの初優勝を果たしている。